# Butivți, Starokosteantîniv
Butivți (în ucraineană Бутівці) este un sat în comuna Berezne din raionul Starokosteantîniv, regiunea Hmelnîțkîi, Ucraina.

## Demografie
Componența lingvistică a localității Butivți
     Ucraineană (99,52%)
     Alte limbi (0,48%)
Conform recensământului din 2001, majoritatea populației localității Butivți era vorbitoare de ucraineană (99,52%), existând în minoritate și vorbitori de alte limbi.